# Second Nature (album)
Second Nature is het tweede studioalbum van de Amerikaanse supergroep Flying Colors. Het werd uitgebracht op 29 september 2014 in Europa en een dag later in Amerika.
Daar voorafgaand werd op 19 augustus de videoclip voor de single Mask Machine uitgebracht.

## Opname
Volgens drummer Mike Portnoy is het album opgenomen op de wijze zoals Led Zeppelin dat deed. De band kwam afwisselend een paar dagen bij elkaar, om zich vervolgens weer op andere bezigheden te storten, enzovoort. De eerste schrijfsessie vond plaats via Skype.
Volgens bassist Dave LaRue waren de schrijfsessies intens vanwege de korte tijd die de bandleden telkens samen doorbrachten: "Everyone brings in ideas, no complete songs. When we like an idea, we start from there and build on it. There are some ideas that get thrown out, others that get completely changed, some that stay pretty much intact" (Iedereen brengt ideeën aan, geen complete liedjes. Als een idee bevalt, werken we het uit. Sommige ideeën worden weggegooid, anderen veranderen compleet en sommige blijven origineel).
Gitarist Steve Morse heeft gezegd dat hij iedereen aanmoedigde om met ideeën te komen, zodat het bandgeluid overal in doorklinkt. Hij vond ook dat de band hun publiek niet moest onderschatten en ervan uit moest gaan dat die complexiteit en tempowisselingen aan zou kunnen.
Waar ze op hun debuutalbum nog gebruikmaakten van een bestaand kunstwerk voor de platenhoes, vroegen ze voor Second nature aan tekenaar Hugh Syme om met een ontwerp te komen. Steve Morse verklaarde dat de luchtballonnen stonden voor kleurrijk en ouderwets, de windmolens voor een veranderende toekomst voor energie en de vlinders voor verandering (de tweede natuur - second nature).
Het album wist de onderste regionen te bereiken van de albumlijsten van Nederland, België, Frankrijk, Duitsland en Zwitserland.

## Musici
- Casey McPherson - zang, slaggitaar
- Neal Morse - keyboards, zang
- Mike Portnoy - slagwerk,zang
- Steve Morse - lead- en slaggitaar
- Dave LaRue - bas

met
- McCray Sisters - achtergrondzang Peaceful harbor en Cosmic symphony
- Chris Carmichael - strijkinstrumenten op The fury of my love en Peaceful harbor
- Shane Borth - strijkinstrumenten op Bombs away
- Eric Darken - percussie op One love forever

## Muziek
| Nr. | Titel                                                                                           | Duur  |
| --- | ----------------------------------------------------------------------------------------------- | ----- |
| 1.  | Open up your eyes                                                                               | 12:24 |
| 2.  | Mask machine                                                                                    | 6:06  |
| 3.  | Bombs away                                                                                      | 5:03  |
| 4.  | The fury of my love                                                                             | 5:10  |
| 5.  | A place in your world                                                                           | 6:24  |
| 6.  | Lost without you                                                                                | 4:46  |
| 7.  | One love forever                                                                                | 7:17  |
| 8.  | Peaceful harbour                                                                                | 7:01  |
| 9.  | Cosmic symphony (I. Still life of the world - II. Searching for the air - III. Pound for pound) | 11:46 |